# Kevin Krawietz
Kevin Krawietz (sinh ngày 24 tháng 1 năm 1992) là một vận động viên quần vợt chuyên nghiệp người Đức. Anh có thứ hạng đánh đôi cao nhất là vị trí số 21 trên thế giới vào tháng 6 năm 2019. Anh trở thành nhà vô địch giải Grand Slam sau khi vô địch nội dung đôi nam Giải quần vợt Pháp Mở rộng 2019, cùng với Andreas Mies.

## Sự nghiệp

### Trẻ
Krawietz giành được một danh hiệu Grand Slam trẻ, tại Giải quần vợt Wimbledon 2009 - Đôi nam trẻ.

### Chuyên nghiệp
Krawietz ra mắt ATP tại 2009 International German Open sau khi được đặc cách. Anh thua ở vòng 1 trước Jan Hernych sau 3 set đấu, 0–6, 6–4, 3–6. Năm 2010, anh được đặc cách tại giải BMW Open ở Munich. Anh thua ở vòng 1 trước Tomáš Berdych sau 2 set đấu, 1–6, 1–6. Tại giải Oberstaufen Challenger, anh tham dự giải đấu sau khi được đặc cách và vào vòng 2, nơi anh thua trước Mischa Zverev.
Anh vào vòng 3 tại Giải quần vợt Wimbledon 2018 ở nội dung đôi nam cùng với Andreas Mies sau khi vượt qua vòng loại, nơi họ thua trước đôi vô địch sau đó Mike Bryan và Jack Sock mặc dù có 2 match points.
Krawietz giành được danh hiệu đôi ATP Tour đầu tiên tại Giải quần vợt New York Mở rộng 2019, cùng với Mies.
Anh và Mies giành được danh hiệu đôi nam tại Giải quần vợt Pháp Mở rộng 2019, đánh bại đôi người Pháp Jérémy Chardy và Fabrice Martin trong trận chung kết. Chức vô địch giúp họ trở thành đôi người Đức đầu tiên trong Kỷ nguyên Mở giành được một danh hiệu Grand Slam, và lần đầu tiên sau Gottfried von Cramm và Henner Henkel vào năm 1937.

## Chung kết Grand Slam

### Đôi: 1 (1 danh hiệu)
| Kết quả | Năm  | Giải đấu     | Mặt sân | Đồng đội     | Đối thủ                      | Tỷ số         |
| ------- | ---- | ------------ | ------- | ------------ | ---------------------------- | ------------- |
| Vô địch | 2019 | Pháp Mở rộng | Đất nện | Andreas Mies | Jérémy Chardy Fabrice Martin | 6–2, 7–6(7–3) |

## Chung kết sự nghiệp ATP

### Đôi: 2 (2 danh hiệu)
| Chú thích                         |
| --------------------------------- |
| Grand Slam (1–0)                  |
| ATP World Tour Finals (0–0)       |
| ATP World Tour Masters 1000 (0–0) |
| ATP World Tour 500 Series (0–0)   |
| ATP World Tour 250 Series (1–0)   |

| Chung kết theo mặt sân |
| ---------------------- |
| Cứng (1–0)             |
| Đất nện (1–0)          |
| Cỏ (0–0)               |

| Kết quả | T–B | Ngày             | Giải đấu                 | Thể loại   | Mặt sân  | Đồng đội     | Đối thủ                                | Tỷ số         |
| ------- | --- | ---------------- | ------------------------ | ---------- | -------- | ------------ | -------------------------------------- | ------------- |
| Vô địch | 1–0 | tháng 2 năm 2019 | New York Mở rộng, Hoa Kỳ | 250 Series | Cứng (i) | Andreas Mies | Santiago González Aisam-ul-Haq Qureshi | 6–4, 7–5      |
| Vô địch | 2–0 | tháng 6 năm 2019 | Pháp Mở rộng, Pháp       | Grand Slam | Đất nện  | Andreas Mies | Jérémy Chardy Fabrice Martin           | 6–2, 7–6(7–3) |

## Chung kết ATP Challenger và ITF Futures

### Đơn: 13 (4–9)
| Chú thích            |
| -------------------- |
| ATP Challenger (0–0) |
| ITF Futures (4–9)    |

| Chung kết theo mặt sân |
| ---------------------- |
| Cứng (1–0)             |
| Đất nện (3–8)          |
| Cỏ (0–0)               |
| Thảm (0–1)             |

| Kết quả | T–B | Ngày              | Giải đấu                   | Thể loại | Mặt sân  | Đối thủ           | Tỷ số              |
| ------- | --- | ----------------- | -------------------------- | -------- | -------- | ----------------- | ------------------ |
| Á quân  | 0–1 | tháng 5 năm 2011  | Thụy Điển F3, Båstad       | Futures  | Đất nện  | Julien Obry       | 1–6, 0–6           |
| Á quân  | 0–2 | tháng 7 năm 2011  | Đức F7, Kassel             | Futures  | Đất nện  | Dušan Lojda       | 6–4, 0–6, 3–6      |
| Vô địch | 1–2 | tháng 7 năm 2011  | Áo F4, Bad Waltersdorf     | Futures  | Đất nện  | Gerald Melzer     | 7–6(7–3), 6–1      |
| Á quân  | 1–3 | tháng 8 năm 2011  | Áo F7, Pörtschach          | Futures  | Đất nện  | Riccardo Bellotti | 4–6, 3–6           |
| Á quân  | 1–4 | tháng 9 năm 2011  | Croatia F9, Umag           | Futures  | Đất nện  | Germain Gigounon  | 6–4, 2–6, 3–6      |
| Vô địch | 2–4 | tháng 3 năm 2012  | Croatia F4, Poreč          | Futures  | Đất nện  | Dino Marcan       | 6–3, 5–7, 6–3      |
| Vô địch | 3–4 | tháng 5 năm 2012  | România F2, Bucharest      | Futures  | Đất nện  | Dino Marcan       | 6–2, 7–5           |
| Á quân  | 3–5 | tháng 5 năm 2013  | Ai Cập F6, Sharm El Sheikh | Futures  | Đất nện  | Yassine Idmbarek  | 5–7, 6–4, 6–7(5–7) |
| Á quân  | 3–6 | tháng 9 năm 2013  | Áo F10, St. Pölten         | Futures  | Đất nện  | Nikolaus Moser    | 1–6, 6–4, 1–6      |
| Á quân  | 3–7 | tháng 11 năm 2014 | Thổ Nhĩ Kỳ F40, Antalya    | Futures  | Đất nện  | Janez Semrajč     | 3–6, 5–7           |
| Á quân  | 3–8 | tháng 7 năm 2015  | Đức F5, Kenn               | Futures  | Đất nện  | Florian Fallert   | 3–6, 6–3, 2–6      |
| Á quân  | 3–9 | tháng 1 năm 2018  | Đức F1, Schwieberdingen    | Futures  | Thảm (i) | Daniel Masur      | 2–6, 5–7           |
| Vô địch | 4–9 | tháng 3 năm 2018  | Tunisia F9, Jerba          | Futures  | Cứng     | Gianni Mina       | 6–2, 6–1           |

### Đôi: 72 (44–28)
| Chú thích              |
| ---------------------- |
| ATP Challenger (17–10) |
| ITF Futures (27–18)    |

| Chung kết theo mặt sân |
| ---------------------- |
| Cứng (10–7)            |
| Đất nện (26–17)        |
| Cỏ (0–1)               |
| Thảm (8–3)             |

| Kết quả | T–B   | Ngày              | Giải đấu                            | Thể loại   | Mặt sân  | Đồng đội                 | Đối thủ                                      | Tỷ số                  |
| ------- | ----- | ----------------- | ----------------------------------- | ---------- | -------- | ------------------------ | -------------------------------------------- | ---------------------- |
| Vô địch | 1–0   | tháng 3 năm 2010  | Thụy Sĩ F2, Wetzikon                | Futures    | Thảm (i) | Marcel Zimmermann        | Walter Trusendi Jürgen Zopp                  | 6–2, 3–6, [10–5]       |
| Vô địch | 2–0   | tháng 4 năm 2010  | Thổ Nhĩ Kỳ F7, Adana                | Futures    | Đất nện  | Marcel Zimmermann        | Hans Podlipnik Castillo Ricardo Urzúa Rivera | 6–4, 5–7, [10–6]       |
| Vô địch | 3–0   | tháng 4 năm 2010  | Thổ Nhĩ Kỳ F8, Tarsus               | Futures    | Đất nện  | Marcel Zimmermann        | Hans Podlipnik Castillo Ricardo Urzúa Rivera | 6–3, 6–7(5–7), [10–6]  |
| Á quân  | 3–1   | tháng 10 năm 2010 | Đức F16, Hambach                    | Futures    | Thảm (i) | Marko Krickovic          | Kārlis Lejnieks Denis Matsukevitch           | 6–3, 6–7(5–7), [4–10]  |
| Vô địch | 4–1   | tháng 11 năm 2010 | Israel F4, Ramat HaSharon           | Futures    | Cứng     | Sergei Krotiouk          | Noam Behr Tal Eros                           | 2–6, 6–4, [10–5]       |
| Á quân  | 4–2   | tháng 11 năm 2010 | Israel F5, Tel Aviv                 | Futures    | Cứng     | Sergei Krotiouk          | Rudy Coco Fabrice Martin                     | 3–6, 4–6               |
| Vô địch | 5–2   | tháng 12 năm 2010 | Cộng hòa Dominica F2, Santo Domingo | Futures    | Cứng     | Pierre-Hugues Herbert    | Piero Luisi Román Recarte                    | 7–6(7–4), 6–3          |
| Vô địch | 6–2   | tháng 1 năm 2011  | Đức F3, Kaarst                      | Futures    | Thảm (i) | Marcel Zimmermann        | Chris Eaton Alexander Slabinsky              | 6–3, 7–5               |
| Á quân  | 6–3   | tháng 2 năm 2011  | Croatia F1, Zagreb                  | Futures    | Cứng (i) | Marcel Zimmermann        | Joshua Milton Tim van Terheijden             | 6–7(6–8), 7–5, [4–10]  |
| Á quân  | 6–4   | tháng 3 năm 2011  | Croatia F3, Poreč                   | Futures    | Đất nện  | Marcel Zimmermann        | Chris Eaton Marc Sieber                      | 3–6, 3–6               |
| Á quân  | 6–5   | tháng 4 năm 2011  | Croatia F3, Rovinj                  | Futures    | Đất nện  | Marcel Zimmermann        | Kamil Čapkovič Michal Pažický                | 2–6, 1–6               |
| Á quân  | 6–6   | tháng 8 năm 2011  | Đức F11, Karlsruhe                  | Futures    | Đất nện  | Matthias Kolbe           | Florian Fallert Nils Langer                  | 3–6, 4–6               |
| Vô địch | 7–6   | tháng 9 năm 2011  | Croatia F9, Umag                    | Futures    | Đất nện  | Marcel Zimmermann        | Nikolaus Moser Max Raditschnigg              | 7–6(12–10), 6–2        |
| Vô địch | 8–6   | tháng 10 năm 2011 | Tây Ban Nha F37, Sant Cugat         | Futures    | Đất nện  | Marcel Zimmermann        | Marc Fornell Mestres Miguel Ángel López Jaén | 3–6, 7–6(7–5), [10–4]  |
| Á quân  | 8–7   | tháng 1 năm 2012  | Đức F2, Stuttgart                   | Futures    | Cứng (i) | Marcel Zimmermann        | Marius Copil Simon Stadler                   | 1–6, 2–6               |
| Vô địch | 9–7   | tháng 2 năm 2012  | Tây Ban Nha F1, Mallorca            | Futures    | Đất nện  | Tristan-Samuel Weissborn | Agustín Boje-Ordóñez Pablo Martín-Adalia     | 6–2, 6–4               |
| Vô địch | 10–7  | tháng 4 năm 2012  | Croatia F5, Rovinj                  | Futures    | Đất nện  | Marcel Zimmermann        | Marin Draganja Dino Marcan                   | 6–4, 6–4               |
| Vô địch | 11–7  | tháng 10 năm 2012 | Anh Quốc F18, Cardiff               | Futures    | Cứng (i) | Bastian Knittel          | Laurynas Grigelis Giuseppe Menga             | 3–6, 6–4, [10–7]       |
| Á quân  | 11–8  | tháng 3 năm 2013  | Croatia F3, Umag                    | Futures    | Đất nện  | Marc Sieber              | Gibril Diarra Joško Topić                    | 4–6, 3–6               |
| Vô địch | 12–8  | tháng 5 năm 2013  | Ai Cập F6, Sharm El Sheikh          | Futures    | Đất nện  | Dominik Schulz           | Younes Rachidi Mehdi Ziadi                   | 6–2, 6–1               |
| Vô địch | 13–8  | tháng 7 năm 2013  | Đức F8, Kassel                      | Futures    | Đất nện  | Kristijan Mesaroš        | Marek Michalička David Pultr                 | 6–4, 7–6(7–4)          |
| Vô địch | 14–8  | tháng 1 năm 2014  | Đức F2, Stuttgart                   | Futures    | Cứng (i) | Hannes Wagner            | Karen Khachanov Denis Matsukevitch           | 4–6, 6–3, [10–7]       |
| Vô địch | 15–8  | tháng 3 năm 2014  | Ý F3, Trento                        | Futures    | Cứng (i) | Fabrice Martin           | Błażej Koniusz Matteo Volante                | 6–3, 6–1               |
| Vô địch | 16–8  | tháng 6 năm 2014  | Slovenia F2, Maribor                | Futures    | Đất nện  | Erik Elliott             | Miha Mlakar Tomislav Ternar                  | 6–0, 7–5               |
| Á quân  | 16–9  | tháng 7 năm 2014  | Áo F2, Seefeld                      | Futures    | Đất nện  | Dominik Schulz           | Erik Elliott Gavin van Peperzeel             | 6–3, 2–6, [6–10]       |
| Á quân  | 16–10 | tháng 8 năm 2014  | Đức F11, Friedberg                  | Futures    | Đất nện  | Hannes Wagner            | Florian Fallert Sebastian Sachs              | 6–7(6–8), 6–7(7–9)     |
| Á quân  | 16–11 | tháng 10 năm 2014 | Đức F15, Leimen                     | Futures    | Cứng (i) | Hannes Wagner            | Peter Kobelt Connor Smith                    | 3–6, 2–6               |
| Vô địch | 17–11 | tháng 10 năm 2014 | Đức F16, Bad Salzdetfurth           | Futures    | Thảm (i) | Maximilian Marterer      | Denis Kapric Lukas Rüpke                     | 6–3, 7–6(7–4)          |
| Vô địch | 18–11 | tháng 11 năm 2014 | Thổ Nhĩ Kỳ F40, Antalya             | Futures    | Đất nện  | Maximilian Marterer      | Janez Semrajč Tristan-Samuel Weissborn       | 6–3, 6–2               |
| Á quân  | 18–12 | tháng 1 năm 2015  | Đức F2, Stuttgart                   | Futures    | Cứng (i) | Maximilian Marterer      | Tom Jomby Mick Lescure                       | 6–7(4–7), 4–6          |
| Á quân  | 18–13 | tháng 2 năm 2015  | Thổ Nhĩ Kỳ F4, Antalya              | Futures    | Cứng     | Jan Choinski             | Li Zhe Ruan Roelofse                         | 3–6, 6–4, [2–10]       |
| Vô địch | 19–13 | tháng 6 năm 2015  | Bosna & Hercegovina F5, Sarajevo    | Futures    | Đất nện  | Nils Langer              | Darko Jandrić Miki Janković                  | 6–4, 6–4               |
| Vô địch | 20–13 | tháng 7 năm 2015  | Đức F5, Kenn                        | Futures    | Đất nện  | Maximilian Marterer      | Maximilian Bohl Benedikt Müller              | 6–0, 6–1               |
| Vô địch | 21–13 | tháng 7 năm 2015  | Áo F3, Telfs                        | Futures    | Đất nện  | Hannes Wagner            | Marco Bortolotti Riccardo Ghedin             | 6–1, 2–6, [10–7]       |
| Vô địch | 22–13 | tháng 8 năm 2015  | Đức F11, Friedberg                  | Futures    | Đất nện  | Johannes Härteis         | Jakob Sude George von Massow                 | 6–3, 6–7(5–7), [11–9]  |
| Á quân  | 22–14 | tháng 8 năm 2015  | Áo F9, Pörtschach                   | Futures    | Đất nện  | Luca Margaroli           | Kirill Dmitriev Lucas Miedler                | 2–6, 5–7               |
| Vô địch | 1–0   | tháng 9 năm 2015  | Meknes, Maroc                       | Challenger | Đất nện  | Maximilian Marterer      | Gianluca Naso Riccardo Sinicropi             | 7–5, 6–1               |
| Á quân  | 1–1   | tháng 9 năm 2015  | Kenitra, Maroc                      | Challenger | Đất nện  | Maximilian Marterer      | Gerard Granollers Pujol Oriol Roca Batalla   | 6–3, 6–7(4–7), [8–10]  |
| Á quân  | 22–15 | tháng 11 năm 2015 | Đức F18, Ismaning                   | Futures    | Thảm (i) | Tim Sandkaulen           | Alexander Erler Constantin Frantzen          | 6–2, 6–7(5–7), [8–10]  |
| Vô địch | 23–15 | tháng 1 năm 2016  | Đức F3, Nußloch                     | Futures    | Thảm (i) | Johannes Härteis         | Niels Desein Uladzimir Ignatik               | 6–7(5–7), 6–4, [10–8]  |
| Á quân  | 23–16 | tháng 2 năm 2016  | Thụy Sĩ F2, Trimbach                | Futures    | Thảm (i) | Johannes Härteis         | Uladzimir Ignatik Adrian Sikora              | 4–6, 7–5, [7–10]       |
| Á quân  | 23–17 | tháng 4 năm 2016  | Tunisia F14, Hammamet               | Futures    | Đất nện  | Pascal Brunner           | Catalin Gard Fred Gil                        | 3–6, 7–5, [3–10]       |
| Á quân  | 23–18 | tháng 4 năm 2016  | Tunisia F15, Hammamet               | Futures    | Đất nện  | Gianni Mina              | Catalin Gard Andreas Mies                    | 5–7, 4–6               |
| Á quân  | 1–2   | tháng 5 năm 2016  | Mestre, Ý                           | Challenger | Đất nện  | Dino Marcan              | Fabrício Neis Caio Zampieri                  | 6–7(3–7), 6–4, [10–12] |
| Vô địch | 2–2   | tháng 7 năm 2016  | Recanati, Ý                         | Challenger | Cứng     | Albano Olivetti          | Ruben Bemelmans Adrián Menéndez Maceiras     | 6–3, 7–6(7–4)          |
| Vô địch | 3–2   | tháng 9 năm 2016  | Kenitra, Maroc                      | Challenger | Đất nện  | Maximilian Marterer      | Uladzimir Ignatik Michael Linzer             | 7–6(8–6), 4–6, [10–6]  |
| Vô địch | 4–2   | tháng 11 năm 2016 | Eckental, Đức                       | Challenger | Thảm (i) | Albano Olivetti          | Roman Jebavý Andrej Martin                   | 6–7(8–10), 6–4, [10–7] |
| Vô địch | 5–2   | tháng 11 năm 2016 | Ortisei, Ý                          | Challenger | Cứng (i) | Albano Olivetti          | Frank Dancevic Marko Tepavac                 | 6–4, 6–4               |
| Á quân  | 5–3   | tháng 4 năm 2017  | Panama City, Panama                 | Challenger | Đất nện  | Adrián Menéndez Maceiras | Sergio Galdós Caio Zampieri                  | 6–1, 6–7(5–7), [7–10]  |
| Á quân  | 5–4   | tháng 4 năm 2017  | Francavilla, Ý                      | Challenger | Đất nện  | Rameez Junaid            | Julian Knowle Igor Zelenay                   | 6–3, 2–6, [7–10]       |
| Á quân  | 5–5   | tháng 5 năm 2017  | Karshi, Uzbekistan                  | Challenger | Cứng     | Adrián Menéndez Maceiras | Denys Molchanov Sergiy Stakhovsky            | 4–6, 6–7(7–9)          |
| Á quân  | 5–6   | tháng 7 năm 2017  | Braunschweig, Đức                   | Challenger | Đất nện  | Gero Kretschmer          | Julian Knowle Igor Zelenay                   | 3–6, 6–7(3–7)          |
| Vô địch | 6–6   | tháng 8 năm 2017  | Meerbusch, Đức                      | Challenger | Đất nện  | Andreas Mies             | Dustin Brown Antonio Šančić                  | 6–1, 7–6(7–5)          |
| Á quân  | 6–7   | tháng 9 năm 2017  | Como, Ý                             | Challenger | Đất nện  | Aliaksandr Bury          | Sander Arends Antonio Šančić                 | 6–7(1–7), 2–6          |
| Vô địch | 24–18 | tháng 1 năm 2018  | Đức F1, Schwieberdingen             | Futures    | Thảm (i) | Daniel Masur             | Sébastien Boltz Kai Wehnelt                  | 4–6, 6–2, [10–2]       |
| Vô địch | 25–18 | tháng 1 năm 2018  | Đức F1, Nußloch                     | Futures    | Thảm (i) | Ruan Roelofse            | Pedro Cachín Daniel Masur                    | 6–3, 6–3               |
| Vô địch | 26–18 | tháng 3 năm 2018  | Tunisia F8, Jerba                   | Futures    | Cứng     | Mariano Kestelboim       | Eduardo Dischinger Ken Onishi                | 4–6, 6–3, [10–7]       |
| Vô địch | 27–18 | tháng 3 năm 2018  | Tunisia F9, Jerba                   | Futures    | Cứng     | Alexander Vasilenko      | Florent Diep Jonathan Kanar                  | 6–7(3–7), 6–3, [10–8]  |
| Á quân  | 6–8   | tháng 4 năm 2018  | San Luis Potosí, México             | Challenger | Đất nện  | Jay Clarke               | Marcelo Arévalo Miguel Ángel Reyes-Varela    | 1–6, 4–6               |
| Vô địch | 7–8   | tháng 4 năm 2018  | Panama City, Panama                 | Challenger | Đất nện  | Yannick Hanfmann         | Nathan Pasha Roberto Quiroz                  | 7–6(7–4), 6–4          |
| Vô địch | 8–8   | tháng 4 năm 2018  | Mexico City, México                 | Challenger | Đất nện  | Yannick Hanfmann         | Luke Bambridge Jonny O'Mara                  | 6–2, 7–6(7–3)          |
| Vô địch | 9–8   | tháng 5 năm 2018  | Rome, Ý                             | Challenger | Đất nện  | Andreas Mies             | Sander Gillé Joran Vliegen                   | 6–3, 2–6, [10–4]       |
| Á quân  | 9–9   | tháng 5 năm 2018  | Heilbronn, Đức                      | Challenger | Đất nện  | Andreas Mies             | Rameez Junaid David Pel                      | 2–6, 6–2, [7–10]       |
| Vô địch | 10–9  | tháng 6 năm 2018  | Almaty, Kazakhstan                  | Challenger | Đất nện  | Andreas Mies             | Laurynas Grigelis Vladyslav Manafov          | 6–2, 7–6(7–2)          |
| Á quân  | 10–10 | tháng 6 năm 2018  | Ilkley, Anh Quốc                    | Challenger | Cỏ       | Andreas Mies             | Austin Krajicek Jeevan Nedunchezhiyan        | 3–6, 3–6               |
| Win     | 11–10 | tháng 9 năm 2018  | Genova, Ý                           | Challenger | Đất nện  | Andreas Mies             | Martin Kližan Filip Polášek                  | 6–2, 3–6, [10–2]       |
| Vô địch | 12–10 | tháng 9 năm 2018  | Sibiu, România                      | Challenger | Đất nện  | Andreas Mies             | Tomasz Bednarek David Pel                    | 6–4, 6–2               |
| Vô địch | 13–10 | tháng 11 năm 2018 | Eckental, Đức                       | Challenger | Thảm (i) | Andreas Mies             | Hugo Nys Jonny O'Mara                        | 6–1, 6–4               |
| Vô địch | 14–10 | tháng 2 năm 2019  | Budapest, Hungary                   | Challenger | Cứng (i) | Filip Polášek            | Filippo Baldi Luca Margaroli                 | 7–5, 7–6(7–5)          |
| Vô địch | 15–10 | tháng 3 năm 2019  | Marbella, Tây Ban Nha               | Challenger | Đất nện  | Andreas Mies             | Sander Gillé Joran Vliegen                   | 7–6(8–6), 2–6, [10–6]  |
| Vô địch | 16–10 | tháng 5 năm 2019  | Aix-en-Provence, Pháp               | Challenger | Đất nện  | Jürgen Melzer            | Frederik Nielsen Tim Pütz                    | 7–6(7–5), 6–2          |
| Vô địch | 17–10 | tháng 5 năm 2019  | Heilbronn, Đức                      | Challenger | Đất nện  | Andreas Mies             | Andre Begemann Fabrice Martin                | 6–2, 6–4               |

## Chung kết Grand Slam Trẻ

### Đôi: 2 (1 danh hiệu, 1 á quân)
| Kết quả | Năm  | Giải đấu   | Mặt sân | Đồng đội              | Đối thủ                        | Tỷ số                  |
| ------- | ---- | ---------- | ------- | --------------------- | ------------------------------ | ---------------------- |
| Vô địch | 2009 | Wimbledon  | Cỏ      | Pierre-Hugues Herbert | Julien Obry Adrien Puget       | 6–7(3–7), 6–2, [12–10] |
| Á quân  | 2010 | Úc Mở rộng | Cứng    | Dominik Schulz        | Justin Eleveld Jannick Lupescu | 4–6, 4–6               |

## Thống kê sự nghiệp đôi
Tính đến Halle Open 2019.
| Giải đấu              | 2009  | 2010  | 2011  | 2012  | 2013  | 2014  | 2015  | 2016  | 2017  | 2018  | 2019  | SR    | T–B   |
| --------------------- | ----- | ----- | ----- | ----- | ----- | ----- | ----- | ----- | ----- | ----- | ----- | ----- | ----- |
| Grand Slam            |       |       |       |       |       |       |       |       |       |       |       |       |       |
| Úc Mở rộng            | A     | A     | A     | A     | A     | A     | A     | A     | A     | A     | V3    | 0 / 1 | 2–1   |
| Pháp Mở rộng          | A     | A     | A     | A     | A     | A     | A     | A     | A     | A     | VĐ    | 1 / 1 | 6–0   |
| Wimbledon             | A     | A     | A     | A     | A     | A     | A     | A     | V1    | V3    |       | 0 / 2 | 2–2   |
| Mỹ Mở rộng            | A     | A     | A     | A     | A     | A     | A     | A     | A     | V1    |       | 0 / 1 | 0–1   |
| Thắng–Bại             | 0–0   | 0–0   | 0–0   | 0–0   | 0–0   | 0–0   | 0–0   | 0–0   | 0–1   | 2–2   | 8–1   | 1 / 5 | 10–4  |
| Thống kê sự nghiệp    |       |       |       |       |       |       |       |       |       |       |       |       |       |
| Giải đấu              | 1     | 1     | 1     | 2     | 0     | 1     | 0     | 1     | 3     | 5     | 10    | 25    | 25    |
| Danh hiệu / Chung kết | 0 / 0 | 0 / 0 | 0 / 0 | 0 / 0 | 0 / 0 | 0 / 0 | 0 / 0 | 0 / 0 | 0 / 0 | 0 / 0 | 2 / 2 | 2 / 2 | 2 / 2 |
| Tổng số Thắng–Bại     | 0–1   | 0–1   | 0–1   | 0–2   | 0–0   | 0–1   | 0–0   | 0–1   | 0–3   | 3–5   | 17–8  | 20–23 | 20–23 |
| Xếp hạng cuối năm     | –     | 394   | 303   | 434   | 427   | 322   | 259   | 135   | 129   | 71    |       | 47%   | 47%   |